# Список островів Німеччини

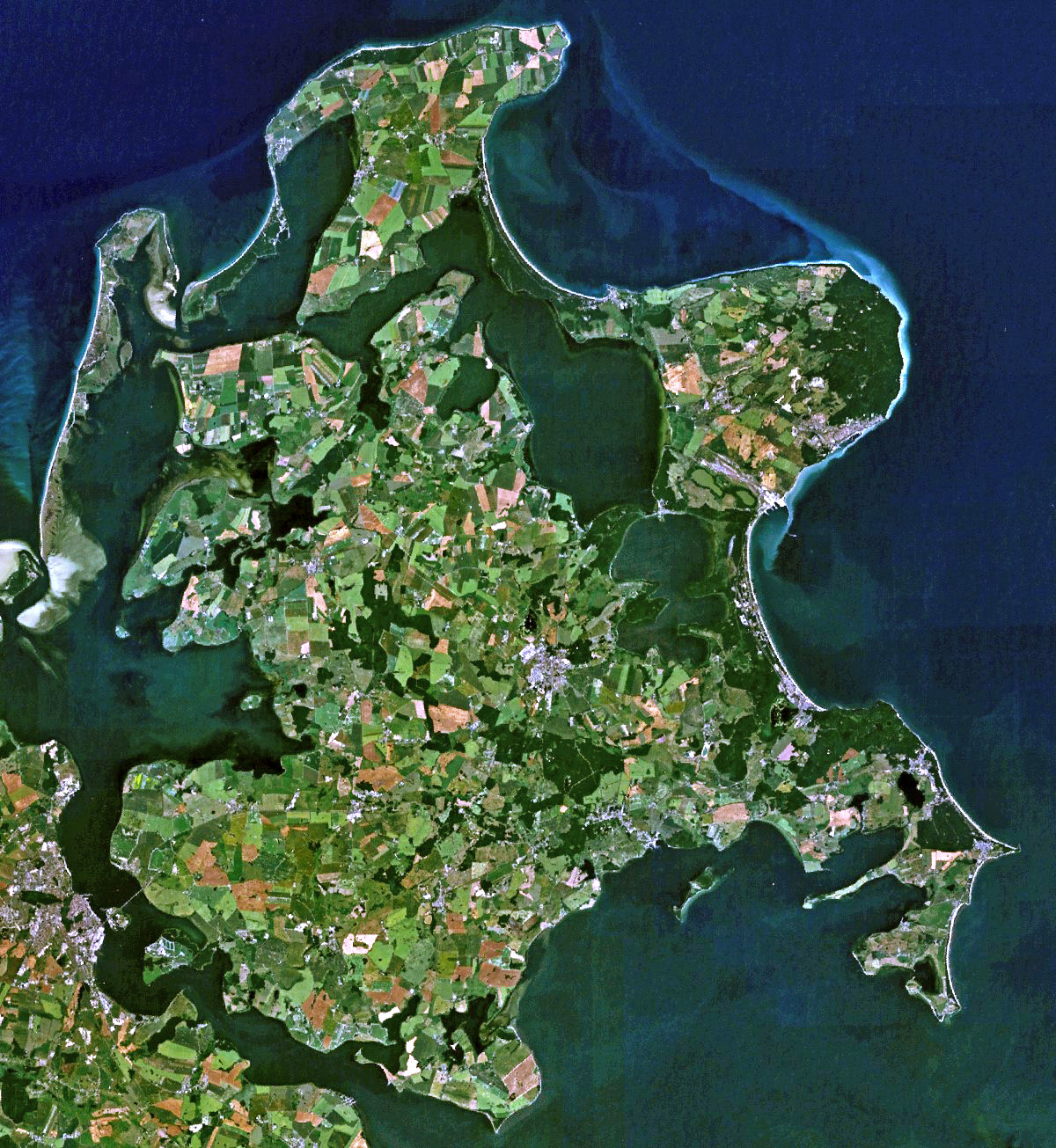
Рюген — найбільший острів Німеччини

Нижче наведено список островів Німеччини.

## Найбільші острови
| #   | Острів    | Море       | Земля                          | Площа, км²   |
| --- | --------- | ---------- | ------------------------------ | ------------ |
| 1.  | Рюген     | Балтійське | Мекленбург — Передня Померанія | 926          |
| 2.  | Узедом    | Балтійське | Мекленбург — Передня Померанія | 373 (445 1)) |
| 3.  | Фемарн    | Балтійське | Шлезвіг-Гольштейн              | 185          |
| 4.  | Зюльт     | Північне   | Шлезвіг-Гольштейн              | 99           |
| 5.  | Фер       | Північне   | Шлезвіг-Гольштейн              | 82           |
| 6.  | Пельворм  | Північне   | Шлезвіг-Гольштейн              | 37           |
| 7.  | Пель      | Балтійське | Мекленбург — Передня Померанія | 36           |
| 8.  | Боркум    | Північне   | Нижня Саксонія                 | 31           |
| 9.  | Нордернай | Північне   | Нижня Саксонія                 | 26           |
| 10. | Амрум     | Північне   | Шлезвіг-Гольштейн              | 20,46        |

1) 72 km2 є частиною Польщі

## Балтійське море
- Арендсберг
- Бартер-Ойе
- Бойхель
- Бок
- Денгольм
- Ферінзель
- Фемарн
- Грайфсвальдер-Ойе
- Гіддензее
- Лангенвердер
- Лібіц
- Пель
- Рімс
- Рітер Вердер
- Руден
- Рюген
- Умманц
- Узедом
- Вільм
- Вальфіш

## Північне море
- Гельголанд
- Нейверк

Східно-Фризькі острови
- Боркум
- Лють'є-Герн
- Кахелотплатте
- Меммерт
- Юст
- Норденай
- Бальтрум
- Лангеог
- Шпікерог
- Вангероге
- Меллум

Північно-Фризькі острови
- Зюльт (має залізничне сполучення з суходолом через дамбу)
  - Утгерн (невеликий острів поряд з Зюльтом)
- Фер
- Амрум
- Пельворм
- Нордштранд (з 1987 року — півострів, проте зараховується до цього архіпелагу)
- Німецькі Галіги — особливий тип островів без захисних дамб
  - Оланд (Залізничний зв'язок з суходолом та островом Лангенес)
  - Лангенес (Залізничний зв'язок з островом Оланд)
  - Греде
  - Габель
  - Гамбурзький галіг (дамба з транспортним сполучення із суходолом)
  - Гооге
  - Нордштрандішмоор (Залізничний зв'язок з суходолом)
  - Нордероог
  - Зюдероог
  - Зюдфаль

- Зовнішні Північно-Фризькі піщані коси
  - Япзанд
  - Нордероогзанд
  - Зюдероогзанд
  - Кніпзанд
  - Юнгнамензанд

## Боденське озеро
- Майнау
- Райхенау (острів)
- Ліндау